# Jean Marie Louis Laporte
Pour les articles homonymes, voir Laporte.
Jean Marie Louis Laporte est un homme politique français né le 8 janvier 1792 à Tarbes (Hautes-Pyrénées) et décédé le 15 novembre 1862 au château de Sarniguet (Hautes-Pyrénées).

## Biographie
Fils de Jacques Denis Laporte, ancien député, il est avocat général à la cour d'appel de Pau. Il est député des Hautes-Pyrénées de 1837 à 1838.

## Sources
- « Jean Marie Louis Laporte », dans Adolphe Robert et Gaston Cougny, Dictionnaire des parlementaires français, Edgar Bourloton, 1889-1891 [détail de l’édition]